# Fábio Zimbres
Fábio Zimbres ( São Paulo, 1960) é um quadrinista, ilustrador e artista visual brasileiro.
Formou-se em arquitetura pela Universidade de São Paulo e em artes plásticas pela Universidade Federal do Rio Grande do Sul.
Trabalhou como diretor de arte da revista Animal e foi editor da coleção Mini-Tonto, vencedora do Troféu HQMix de Projeto Gráfico em 1998.  Entre 1999 e 2001 desenhou a tira Vida Boa, publicada na Folha de S. Paulo.
Entre 2004 e 2008 organizou, com Paulo Scott, o projeto Na TáBUA", uma série de cartazes com textos e artes de 90 escritores, poetas e artistas, colados em bares, cafés e restaurantes. Os cartazes foram reunidos em livro em 2023, pela editora Lote 42. 
Em 2006, desenhou a graphic novel Música para Antropomorfos, projeto multimídia em parceria com a banda goiana Mechanics, feita de forma independente, foi republicada em 2018 pela editora Zarabatana.
Como artista plástico, teve trabalhos individuais expostos em Porto Alegre, Buenos Aires e Tóquio.